# História das Mulheres no Brasil
História das Mulheres no Brasil é uma obra organizada por Mary Del Priore na qual participam duas dezenas de historiadoras, além da consagrada escritora Lygia Fagundes Teles para contar a  trajetória das mulheres do Brasil colonial a nossos dias, percebendo a história das mulheres como algo que envolve, também tudo que as rodeia, nos diferentes espaços e extratos socias. Sucesso de público e de crítica, o livro História das Mulheres no Brasil, ganhou os prémios Jabuti e Casa Grande e Senzala e se tornou uma referência ao estimular a reflexão sobre a questão feminina.